# Лейквью (Арканзас)
Лейквью (англ. Lakeview, Arkansas) — город, расположенный в округе Бакстер (штат Арканзас, США) с населением в 763 человека по статистическим данным переписи 2000 года.

## География
По данным Бюро переписи населения США  Лейквью имеет общую площадь в 2,85 квадратных километров, водных ресурсов в черте населённого пункта не имеется.

## Демография
По данным переписи населения 2000 года в Лейквью проживало 763 человека, 252 семьи, насчитывалось 372 домашних хозяйств и 426 жилых домов. Средняя плотность населения составляла около 254 человека на один квадратный километр. Расовый состав Лейквью по данным переписи распределился следующим образом: 98,95 % белых, 0,39 % — коренных американцев, 0,52 % — азиатов, 0,13 % — других народностей. Испаноговорящие составили 1,31 % от всех жителей
Из 372 домашних хозяйств в 14,0 % — воспитывали детей в возрасте до 18 лет, 64,2 % представляли собой совместно проживающие супружеские пары, в 2,2 % семей женщины проживали без мужей, 32,0 % не имели семей. 28,2 % от общего числа семей на момент переписи жили самостоятельно, при этом 15,9 % составили одинокие пожилые люди в возрасте 65 лет и старше. Средний размер домашнего хозяйства составил 2,05 человек, а средний размер семьи — 2,45 человек.
Население по возрастному диапазону по данным переписи 2000 года распределилось следующим образом: 13,6 % — жители младше 18 лет, 3,5 % — между 18 и 24 годами, 14,3 % — от 25 до 44 лет, 30,4 % — от 45 до 64 лет и 38,1 % — в возрасте 65 лет и старше. Средний возраст жителей составил 60 лет. На каждые 100 женщин в Лейквью приходилось 102,9 мужчин, при этом на каждые сто женщин 18 лет и старше приходилось 101,5 мужчин также старше 18 лет.
Средний доход на одно домашнее хозяйство в составил 31 667 долларов США, а средний доход на одну семью — 38 482 доллара. При этом мужчины имели средний доход в 27 750 долларов США в год против 25 313 долларов среднегодового дохода у женщин. Доход на душу населения всоставил 16 667 долларов в год. 7,9 % от всего числа семей в округе и 12,1 % от всей численности населения находилось на момент переписи населения за чертой бедности, при этом 19,6 % из них были моложе 18 лет и 4,1 % — в возрасте 65 лет и старше.